# Det andet liv
Det andet liv er en dansk romantisk netdating-dramafilm fra 2014, der er instrueret af Jonas Elmer efter manuskript af Jonas Elmer, Rune Tolsgaard og Marie Høst. Filmen handler om tre mennesker, der søger kærligheden. De begynder alle at net-date og det fører dem ud på en rejse, der ender langt fra deres forventninger. Filmen havde premiere 7. august 2014.

## Medvirkende
- Karen Rosenberg
- Bo Carlsson
- Uffe Rørbæk Madsen
- Claire Ross-Brown
- Thomas Ernst
- Rune Tolsgaard
- Sarah Grünewald
- Dar Salim
- Petrine Agger
- Mia Jexen
- Sofie Gråbøl
- Stefan Pagels Andersen